# 74-я стрелковая дивизия (1-го формирования)
74-я стрелковая дивизия — воинское формирование (соединение, стрелковая дивизия) РККА СССР, участвовавшее в Великой Отечественной войне.
Условное обозначение — в/ч пп №45964
Сокращëнное наименование — 74 сд

## История

### Формирование
Сформирована в 1921 году в Новороссийске на базе кадров 22-й стрелковой дивизии, дислоцировавшейся в Краснодаре, как 74-я Таманская территориальная стрелковая дивизия. Почетное наименование 74-я дивизия получила в честь победы 22-й дивизии в битве за Тамань.

## Состав

### На 22 июня 1941 года
- управление;
- 78-й стрелковый полк;
- 109-й стрелковый полк;
- 360-й стрелковый полк;
- 6-й артиллерийский полк (до 14.8.1942 г.);
- 81-й гаубичный артиллерийский полк (до 15.11.1941 г.);
- 142-й отдельный истребительно-противотанковый дивизион;
- 274-й отдельный зенитный артиллерийский дивизион;
- 111-й разведывательный батальон;
- 110-й сапёрный батальон;
- 113-й отдельный батальон связи;
- 19-й медико-санитарный батальон;
- 111-я отдельная рота химической защиты;
- 16-й автотранспортный батальон;
- 11-й полевой автохлебозавод;
- 197-я полевая почтовая станция;
- 209-я полевая касса Госбанка Союза ССР.

## Командование дивизии

### Командиры дивизии
- Верёвкин-Рахальский, Николай Андреевич (22.10.1926 — 15.11.1931)

### Начальники штаба
- Петровский, Леонид Григорьевич (хх.11.1926 — хх.11.1928)

## Герои Советского Союза
- Лапшов, Афанасий Васильевич, полковник, командир 109-го стрелкового полка.